# Angistrius abnormis
Angistrius abnormis is een hooiwagen uit de familie Cranaidae. De wetenschappelijke naam van Angistrius abnormis gaat terug op Roewer.